# Луганська селищна рада
Луга́нська се́лищна ра́да — адміністративно-територіальна одиниця та орган місцевого самоврядування в Бахмутському районі Донецької області України. Адміністративний центр — селище міського типу Луганське.

## Загальні відомості
- Населення ради: 3 208 осіб (станом на 2001 рік)

## Населені пункти
Селищній раді підпорядковані населені пункти:
- смт Луганське
- с. Воздвиженка
- с. Криничне
- с. Лозове
- с. Миронівка
- с. Розсадки
- с-ще Роти

## Склад ради
Рада складається з 20 депутатів та голови.
- Голова ради:
- Секретар ради: Неледва Галина Петрівна

### Керівний склад попередніх скликань
| Прізвище, ім'я, по батькові   | Основні відомості                                                        | Дата обрання | Дата звільнення |
| ----------------------------- | ------------------------------------------------------------------------ | ------------ | --------------- |
| Нагорський Григорій Дмитрович | Селищний голова, 1963 року народження, член Партії регіонів              | 26.03.2006   | 01.10.2008      |
| Козачок Олексій Олексійович   | Селищний голова, 1972 року народження, освіта вища, член Партії регіонів | 15.03.2009   | 31.10.2010      |
| Козачок Олексій Олексійович   | Селищний голова, 1972 року народження, освіта вища, член Партії регіонів | 31.10.2010   | 08.08.2014      |

Примітка: таблиця складена за даними сайту Верховної Ради України

### Депутати
За результатами місцевих виборів 2010 року депутатами ради стали:

#### За суб'єктами висування
| Суб'єкт висування | Кількість обраних депутатів | %  |
| ----------------- | --------------------------- | -- |
| Партія регіонів   | 18                          | 90 |
| Самовисування     | 2                           | 10 |

#### За округами
| № округу        | Прізвище, ім'я, по батькові       | Дата визнання обраним | Освіта             | Партійна приналежність | Відомості про обраного депутата                                                 |
| --------------- | --------------------------------- | --------------------- | ------------------ | ---------------------- | ------------------------------------------------------------------------------- |
| Партія регіонів |                                   |                       |                    |                        |                                                                                 |
| 1               | Головін Володимир Анатолійович    | 04.11.2010            | вища               | член Партії регіонів   | ПП "Головін"м. Світлодарськ, лікар стоматолог                                   |
| 2               | Бльоскіна Валентина Вікторівна    | 04.11.2010            | середня спеціальна | позапартійна           | ФП «Розсадка», завідувачка                                                      |
| 3               | Бессараб Валерій Іванович         | 04.11.2010            | вища               | член Партії регіонів   | «Донецькобленерго», охоронець                                                   |
| 4               | Неледва Микола Миколайович        | 04.11.2010            | середня            | член Партії регіонів   | тимчасово не працює                                                             |
| 5               | Долідзе Тетяна Анатоліївна        | 04.11.2010            | вища               | член Партії регіонів   | дошкільний навчальний заклад «Зірочка», завідувачка                             |
| 6               | Васильєва Галина Олександрівна    | 04.11.2010            | вища               | позапартійна           | Луганська загальноосвітня школа І-ІІІ ст., директор                             |
| 7               | Кудлай Олексій Іванович           | 04.11.2010            | вища               | член Партії регіонів   | ПП «Станція технічного обслуговування», директор                                |
| 8               | Козачок Марина Савеліївна         | 04.11.2010            | вища               | член Партії регіонів   | Луганська дільнича лікарня ветеринарної медицини, ветеринарний лікар-епізатолог |
| 9               | Синицина Олена Василівна          | 04.11.2010            | середня спеціальна | член Партії регіонів   | Луганська міська лікарня, молодша медсестра                                     |
| 11              | Кувикін Володимир Олександрович   | 04.11.2010            | вища               | член Партії регіонів   | Дебальцевський загін в/охорони, заступник начальника                            |
| 12              | Курочка Василь Васильович         | 04.11.2010            | вища               | член Партії регіонів   | Вуглегірська ТЕС, ЦЦР, слюсар                                                   |
| 14              | Панченко Віктор Петрович          | 04.11.2010            | вища               | позапартійний          | пенсіонер                                                                       |
| 15              | Свистун Сергій Анатолійович       | 04.11.2010            | вища               | член Партії регіонів   | Вуглегірська ТЕС, машиніст                                                      |
| 16              | Гончаров Микола Пилипович         | 04.11.2010            | вища               | позапартійний          | ПП «Казаєв В. В.», охоронець                                                    |
| 17              | Неледва Галина Петрівна           | 04.11.2010            | вища               | член Партії регіонів   | Луганська селищна рада, секретар                                                |
| 18              | Тамашевський Володимир Вікторович | 04.11.2010            | середня спеціальна | позапартійний          | Дебальцівське управління газового господарства, охоронець                       |
| 19              | Гринь Наталя Василівна            | 04.11.2010            | середня            | член Партії регіонів   | пенсіонер                                                                       |
| 20              | Карпенко Олександра Миколаївна    | 04.11.2010            | вища               | позапартійна           | пенсіонер, голова ГО «Лугань»                                                   |
| Самовисування   |                                   |                       |                    |                        |                                                                                 |
| 10              | Катасонов Іван Олександрович      | 04.11.2010            | вища               | позапартійний          | Вуглегірська теплоелектростанція, юрис-консульт                                 |
| 13              | Велігорська Катерина Михайлівна   | 04.11.2010            | середня спеціальна | позапартійна           | Лугансьсе поштове відділення, листоноша                                         |